# Lybeckshällarna
Lybeckshällarna är klippor i Finland.   De ligger i kommunen Kyrkslätt i landskapet Nyland, i den södra delen av landet, 40 km sydväst om huvudstaden Helsingfors.
Terrängen runt Lybeckshällarna är mycket platt.